# 成纤维细胞生长因子受体
成纤维细胞生长因子受体（英語：fibroblast growth factor receptors，FGFR）是一类与成纤维细胞生长因子结合的受体蛋白质家族，參與了多種生理與發育過程，包括胚胎發育、血管生成、創傷癒合、以及器官形成等。當 FGFR 透過與其配體 FGF結合時，便能啟動多種細胞內訊號傳遞路徑。这类受体涉及了一些病理条件。例如，FGFR3上的一个位点突变可导致軟骨發育不全症。

## 结构
成纤维细胞生长因子受体的结构包括在细胞外与配体结合的三个免疫球蛋白样结构域，一个单跨膜的螺旋结构域，和带有酪氨酸激酶活性的细胞内结构域。
这些受体的配体是成纤维细胞生长因子，有22个成员，是最大的生长因子家族。

## 致癌原因
不正常的 FGF 訊號傳遞與多種疾病相關，尤其是在癌症中。大多數是基因擴增，其次是突變和重排/融合，當 FGFR 發生異常時，可能會導致訊號持續活化，進而促進腫瘤的形成與惡化。
FGFR 的異常表現不僅包含上述，還能在無配體情況下自發活化訊號，並根據不同配體觸發不同構型與活性，依各類腫瘤類型呈現多樣化，進一步凸顯其作為治療標靶的潛力。